# 90376 Kossuth
90376 Kossuth è un asteroide della fascia principale. Scoperto nel 2003, presenta un'orbita caratterizzata da un semiasse maggiore pari a 3,0703573 UA e da un'eccentricità di 0,0423878, inclinata di 11,84711° rispetto all'eclittica.
L'asteroide è dedicato a Luigi Kossuth, governatore d'Ungheria durante la rivoluzione ungherese del 1848.